# Der goldene Zweig
Der goldene Zweig. Eine Studie über Magie und Religion, englische Originalausgabe The Golden Bough: A Study in Magic and Religion, ist eine umfassende Vergleichsstudie über Mythologie und Religion des schottischen Anthropologen James George Frazer (1854–1941). Sie wurde erstmals 1890 in zwei Bänden veröffentlicht. Die zwischen 1906 und 1915 herausgegebene dritte Auflage umfasst zwölf Bände. Der Titel geht auf das Epos Aeneis des römischen Dichters Vergil zurück, in dem ein goldener Zweig dem Helden Aeneas den Zugang in die Unterwelt ermöglicht.
Frazer unternimmt den Versuch, die griechische und römische Religionsgeschichte durch eine vergleichende Methode im Sinne Edward Tylors und der durch die Volkskunde erbrachten Forschungen zu verbinden, von denen Wilhelm Mannhardts Werk Wald- und Feldkulte ihn am stärksten beeinflusste. Er kommt zu dem Schluss, dass die Evolution des menschlichen Geistes auf der Reihenfolge Magie – Religion – Wissenschaft beruhe. Magie ist demnach der Versuch, die dem Menschen bedrohliche Umwelt zu kontrollieren und zu seinen Gunsten zu beeinflussen, und hieraus entspringe die Erkenntnis übernatürlicher Mächte, deren Wohlwollen es durch die Religion zu erreichen gelte. Diese evolutionistische Auffassung wird heute in den entsprechenden Wissenschaften nicht mehr vertreten, da zum einen der Wissenschaft nicht mehr unbedingt Sinnstiftung zugesprochen wird, zum anderen Magie und Religion vielfach vermengt sind sowie darüber hinausgehend Frazer von einer Leistung einzelner herausragender Individuen ausgeht und die soziologische Perspektive ablehnt.

## Wirkungsgeschichte

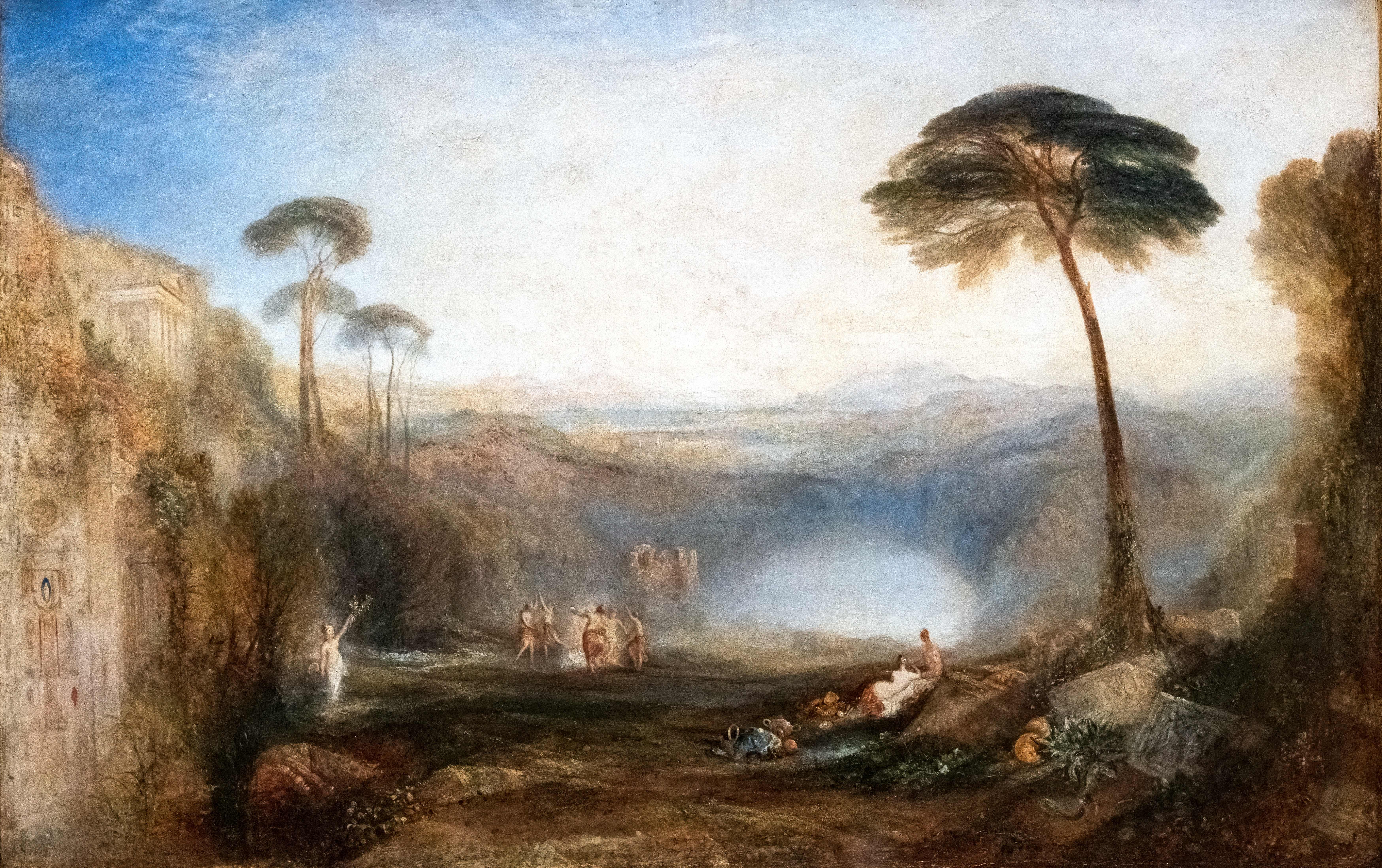
William Turners Gemälde The Golden Bough von 1834

Das Werk beeinflusste Autoren wie T. S. Eliot, Wyndham Lewis, Wolfgang Paalen, D. H. Lawrence und William Gaddis. In Albert Sánchez Piñols Roman Im Rausch der Stille von 2002 wird das Werk Frazers als einziges mehrmals (allerdings nur beim ersten Mal mit dem Titel) genannt und stellt einen von mehreren Hinweisen zur Deutung des Inhalts der Erzählung dar. Die Band The Doors verwendeten Textstellen des 60. Kapitels in ihren Song Not to Touch the Earth.

## Ausgaben
- The Golden Bough, First Edition (1890, in 2 Bänden) (Ausgabe von 1894: Bd. 1 Bd. 2)
- The Golden Bough, Second Edition (1900, in 6 Bänden)
- The Golden Bough, Third Edition (London 1907–1915, in 12 Bänden), im Einzelnen:
  - The Magic Art and the Evolution of Kings (2 Teile) Bd. 1 Bd. 2
  - Taboo and the Perils of the Soul Digitalisat
  - The Dying God Digitalisat
  - Adonis, Attis, Osiris. Studies in the History of Oriental Religion (2 Teile) Bd. 1 Bd. 2
  - Spirits of the Corn and of the Wild (2 Teile) Bd. 1 Bd. 2
  - The Scapegoat Digitalisat
  - Balder the Beautiful. The Fire-Festivals of Europe and the Doctrine of the External Soul (2 Teile) Bd. 1 Bd. 2
  - Bibliography and General Index Digitalisat
  - Aftermath (Supplement, 1936) Digitalisat
- The Golden Bough. Abridged Edition (1922, 1 Band). Online 
 Deutsche Ausgabe: Der goldene Zweig. Das Geheimnis von Glauben und Sitten der Völker. Hirschfeld, Leipzig 1928; Nachdrucke: Kiepenheuer und Witsch, Köln 1968; Ullstein, Frankfurt 1977; Rowohlt, Reinbek 1989